# Gran Premio de Venezuela
El Gran Premio de Venezuela fue una carrera de automovilismo de velocidad disputada entre 1955 y 1957 en el Circuito del Paseo Los Próceres, Caracas, Venezuela.
Los dos primeros campeonatos no fueron puntuables para ningún campeonato (pese a contar con participación de pilotos y equipos de Fórmula 1). La tercera edición, sin embargo, fue puntuable para el Campeonato Mundial de Sport Prototipos de 1957, conocido como Gran Premio de Venezuela de 1957, en un recorrido de 1000 kilómetros.

## Ganadores
| Año                        | Piloto                   | Constructor              | Circuito                 | Resultados               | Ref.                     |
| Gran Premio de Venezuela   | Gran Premio de Venezuela | Gran Premio de Venezuela | Gran Premio de Venezuela | Gran Premio de Venezuela | Gran Premio de Venezuela |
| -------------------------- | ------------------------ | ------------------------ | ------------------------ | ------------------------ | ------------------------ |
| 1955                       | Juan Manuel Fangio       | Maserati                 | Paseo Los Próceres       | Resultados               | [ 1 ] [ 2 ]              |
| 1956                       | Stirling Moss            | Maserati                 | Paseo Los Próceres       | Resultados               | [ 3 ] [ 4 ]              |
| 1000 Kilómetros de Caracas |                          |                          |                          |                          |                          |
| 1957                       | Peter Collins Phil Hill  | Ferrari                  | Paseo Los Próceres       | Resultados               | [ 5 ]                    |